# Coșereni
Coșereni község és falu Ialomița megyében, Munténiában, Romániában.

## Fekvése
A megye nyugati részén található, a megyeszékhelytől, Sloboziatól, hetvenegy kilométerre nyugatra, a Ialomița folyó jobb partján.

## Története
A 19. század közepén Ialomița megye Câmpul járásához tartozott és Coșereni illetve az időközben vele egybeolvadó Giurești falvakból állt, összesen 1551 lakossal. A község területén ekkor egy templom és két iskola működött.
1925-ös évkönyv szerint Coșereni községe Urziceni járás része volt, 2346 lakossal.
1950-ben a Ialomițai régió Urziceni rajonjának volt a része, majd 1952-ben a Bukaresti régióhoz csatolták. 1968-ban Ilfov megye része lett, és hozzá csatolták az ekkor megszüntetett Borănești község falvait is. 1981-ben ismét Ialomița megyéhez csatolták. 2004-ben Borănești újból önálló községi rangot kapott.

## Lakossága
| Nemzetiségek | 2002 * | 2002 * |
| ------------ | ------ | ------ |
| Románok      | 6336   | 90,11% |
| Romák        | 694    | 9,87%  |
| Magyarok     | 1      | 0,01%  |
| Összesen     | 7031   | 100,0% |

* Borănești település lakosságával együtt.

## Látnivalók
A román Nemzeti kulturális és örökségvédelmi hivatal által számon tartott műemlékek Coșereni településen a következők:
- Két régészeti lelőhely: a „Măgura de la Comana” illetve a  „Turceasca” nevű területen.